# Danila Michailowitsch Semerikow
Danila Michailowitsch Semerikow (russisch Данила Михайлович Семериков; * 19. Oktober 1994 in Saratow) ist ein russisch-usbekischer Eisschnellläufer.

## Werdegang
Danila Semerikow startete im November 2014 in Obihiro erstmals im Weltcup und belegte dabei den 13. Platz im Massenstart, den 11. Rang über 5000 m und den dritten Platz in der Teamverfolgung. Bei den Einzelstreckenweltmeisterschaften 2015 in Heerenveen errang er den 23. Platz im Massenstart und den vierten Platz in der Teamverfolgung und bei den Einzelstreckenweltmeisterschaften 2016 in Kolomna den 24. Platz im Massenstart. Im folgenden Jahr lief er bei den Einzelstreckenweltmeisterschaften 2017 in Gangwon auf den 24. Platz im Massenstart, auf den 18. Rang über 5000 m und auf den zehnten Platz über 10.000 m. In der Saison 2017/18 kam er im Weltcupeinzel viermal unter den ersten Zehn. Dabei errang er in Minsk den dritten Platz im Massenstart und erreichte zum Saisonende den zehnten Platz im Weltcup über 5000/10.000 m und den sechsten Rang im Massenstart-Weltcup. Bei den Europameisterschaften 2018 in Kolomna gewann er die Silbermedaille in der Teamverfolgung. Zudem wurde er dort Zehnter im Massenstart und Vierter über 5000 m. Zu Beginn der Saison 2018/19 holte er in der Teamverfolgung in Obihiro seinen ersten Weltcupsieg. Es folgten dritte Plätze beim Weltcup in Tomaszów Mazowiecki in der Teamverfolgung und über 10.000 m und in Heerenveen ein weiterer Sieg über 5000 m. Bei den Einzelstreckenweltmeisterschaften 2019 in Inzell holte er über 10.000 m und in der Teamverfolgung jeweils die Bronzemedaille und errang zudem den achten Platz über 5000 m und den siebten Platz im Massenstart. Anfang März 2019 wurde er bei der Mehrkampfweltmeisterschaft in Calgary Achter. Die Saison beendete er auf dem sechsten Platz im Gesamtweltcup über 5000/10.000 m.
In der Saison 2019/20 erreichte Semerikow mit zwei zweiten und einen ersten Platz, den zweiten Platz im Gesamtweltcup über 5000/10.000 m. Zudem wurde er zweimal Dritter und einmal Erster in der Teamverfolgung und belegte im Massenstartweltcup den fünften Gesamtrang. Bei den Europameisterschaften 2020 in Heerenveen gewann er Bronze im Massenstart und Silber in der Teamverfolgung und bei den Einzelstreckenweltmeisterschaften 2020 in Salt Lake City Bronze in der Teamverfolgung. In der folgenden Saison wurde er Zehnter im Massenstartweltcup und Achter im Gesamtweltcup über 5000/10.000 m und holte bei den Einzelstreckenweltmeisterschaften 2021 in Heerenveen die Bronzemedaille in der Teamverfolgung.
Bei russischen Meisterschaften siegte Semerikow dreimal im Massenstart (2019, 2020, 2021) und jeweils einmal über 5000 m (2017) und 10.000 m (2017).
Im Oktober 2024 wurde bekannt, dass Semerikow plant, in Zukunft für Usbekistan zu starten. Hintergrund ist die Sperre des russischen Verbands aufgrund des Überfalls auf die Ukraine. Im Januar 2025 lief Semerikow als Teilnehmer der usbekischen Delegation für die Winter-Asienspiele 2025 in Harbin auf.

## Persönliche Bestzeiten
- 500 m 37,30 s (aufgestellt am 28. Dezember 2018 in Kolomna)
- 1000 m 1:16,44 min (aufgestellt am 8. November 2013 in Tscheljabinsk)
- 1500 m 1:47,96 min (aufgestellt am 3. März 2019 in Calgary)
- 3000 m 3:42,61 min (aufgestellt am 3. März 2018 in Inzell)
- 5000 m 6:08,96 min (aufgestellt am 16. Dezember 2018 in Heerenveen)
- 10.000 m 12:57,40 min (aufgestellt am 9. Februar 2019 in Inzell)

## Weltcupsiege

### Weltcupsiege im Einzel
| Nr. | Datum             | Ort        | Disziplin |
| --- | ----------------- | ---------- | --------- |
| 1.  | 16. Dezember 2018 | Heerenveen | 5000 m    |
| 2.  | 15. Dezember 2019 | Nagano     | 5000 m    |

### Weltcupsiege im Team
| Nr. | Datum             | Ort     | Disziplin        |
| --- | ----------------- | ------- | ---------------- |
| 1.  | 16. November 2018 | Obihiro | Teamverfolgung 1 |
| 2.  | 14. Dezember 2019 | Nagano  | Teamverfolgung 2 |